# محكمة النايتنجيل
محكمة نايتنجيل هي محكمة مؤقتة في إنجلترا وويلز انشأت في يوليو 2020 للإستجابة لجائحة كوفيد-19. كجزء من استراتيجية الحكومة لمعالجة تراكم القضايا الذي زادت بسبب الجائحة. أعلن وزير العدل روبرت باك لاند في المملكة المتحدة، أنه سيتم إنشاء عشر محاكم مؤقتة في أماكن مختلفة في جميع أنحاء إنجلترا وويلز، وذلك لزيادة القدرة وتخفيف الضغط على المحاكم والهيئات القضائية أثناء الوباء، وستساعد ايضًا في تقليل التأخير وتحقيق العدالة بشكل أسرع للضحايا.
وكان دورهم هو الاستماع إلى القضايا المدنية والعائلية، وعمل المحاكم، والقضايا الجنائية غير الاحتجازية. ومن شأن المحاكم الجديدة أن توفر مساحة أكبر في المحاكم الحالية لعقد جلسات الاستماع التي تتطلب زنازين ومرافق آمنة، بما في ذلك المحاكمات أمام هيئة محلفين حيث يكون المتهم قيد الاحتجاز. وتمت هذه الإجراءات استجابة لإغلاق ما يقرب من نصف المحاكم القائمة التي أصبحت غير قادرة على تقديم الخدمات في ظل ظروف الإغلاق حيث لم يكن من الممكن، على سبيل المثال، عقد المحاكمات أمام هيئة محلفين بسبب عدم توفر مساحات كبيرة جيدة التهوية.  ولعبت محاكم نايتنجيل دورًا حيويًا في نظام العدالة للتعافي من تأثير الجائحة.

## التسمية
و تم اشتقاق مصطلح (محكمة نايتنجيل) المحاكم المؤقتة من إنشاء مستشفيات مؤقتة لإيواء الفائض من المرضى الناجم عن جائحة كوفيد-19، وكان أولها مستشفى NHS Nightingale في كانينج تاون، شرق لندن. تم تسمية المستشفى على اسم رائدة التمريض فلورنس نايتنجيل.  وأول محكمة نايتنجيل هي محكمة إيت بالانت هاوس في تشيتشيستر.
في سبتمبر عام 2020، تم إنشاء محكمة مؤقتة في مسرح لوري في سالفورد، مانشستر الكبرى.  حيث يضم مبنى مسرح لوري ثلاث قاعات محكمة تابعة لمحمة التاج وقاعة محكمة واحدة للأعمال المدنية التي تتعامل مع قضايا المحاكم أو محكمة المقاطعة.
و تم إنشاء محكمة أخرى في مسرح برمنغهام ريبيرتوري من ديسمبر 2020 إلى يوليو 2021. لم يتم استقبال هذه الخطوة بشكل جيد، حيث سُلطت التقارير الصحفية الضوء على أن هذه الخطوة "أبعدت الموظفين والجمهور والقوى العاملة الثقافية"، مما أدى إلى انتقادات من شخصيات بارزة، بما في ذلك الممثل الكوميدي جو ليسيت وإنهاء الشراكة مع شركة مسرح تالوا.
في لانكستر، تم إعادة استخدام محكمة الصلح القديمة داخل مبنى البلدية كمحكمة نايتينجيل  بينما تم استخدام قاعة أشتون بشكل مماثل كمحكمة طوارئ  قال وزير العدل جيمس كارتليدج " إن المحاكم نايتنجيل لا تزال سلاحًا قيمًا في مكافحة التأثير غير المسبوق للوباء على محاكمنا، حيث توفر سعة إضافية مؤقتة"، وتم ملاحظة انخفاض في تراكم القضايا والحصول على العدالة الأسرع التي يستحقونها.

## الاغلاق
في مارس 2022، أُعلن أنه سيتم إغلاق حوالي نصف محاكم نايتينجيل. في حين لم يعد الإغلاق مطبقًا، فقد تُرك نصفها مفتوحًا للمساعدة في التعامل مع تراكم كبير جدًا من القضايا، وتقليص أوقات الانتظار للمحكمات الجنائية؛ حتى قبل جائحة كوفيد كان نظام المحكمة مرهقًا. وكان من المقرر إغلاق إحدى عشرة محكمة في نهاية شهر مارس/آذار: في ميدلسبره، وبيتربورو، ونوتنغهام، وواريك، ومانشستر، وليفربول، وبولتون، وتشيستر، وونشستر، وباربيكان، وكرويدون. كان من المقرر أن تظل المحاكم في مايدستون، ومحكمة تشيتشيستر كروان السابقة، وملحق تيلفورد، وفندق ولفرهامبتون بارك هول، وبرمنغهام، وليدز، وسوانسي، وسيرنسيستر، وفليتوود، وبيتي فرانس ومونومنت في لندن مفتوحة حتى مارس 2023.